# Ömer Faruk Gergerlioğlu
Ömer Faruk Gergerlioğlu (ur. 2 listopada 1965 w Şarkikaraağaç) – turecki lekarz, aktywista na rzecz praw człowieka i polityk, wybrany w 2018 do tureckiego Wielkiego Zgromadzenia Narodowego z list Ludowej Partii Demokratycznej. 

## Życiorys
Z wykształcenia jest lekarzem, pulmonologiem.
W latach 2009–2011 był przewodniczącym muzułmańskiej organizacji broniącej praw człowieka – Mazlumder. Był również zwolennikiem Partii Sprawiedliwości i Rozwoju (AKP), kierowanej przez Recepa Tayyipa Erdogana, opowiadając się za demokratycznym ustrojem Turcji i liberalizmem w gospodarce. W 2011 bez powodzenia startował w wyborach parlamentarnych z listy AKP. Z czasem zniechęcił się do partii, przekonując się o jej demokratycznych praktykach. Po protestach w sprawie uratowania parku Gezi w Stambule podpisał list otwarty kilkunastu islamskich obrońców praw człowieka, występujących w obronie demonstrantów. Związał się z socjaldemokratyczną, świecką i prokurdyjską Ludową Partią Demokratyczną (HDP). 
W 2016 opublikował na swoim profilu na Twitterze zdjęcie czterech matek opłakujących synów – dwóch Kurdyjek i dwóch Turczynek. Zdjęcie opatrzone było apelem o pokój. Z powodu publikacji Gergerlioğlu został zawieszony w wykonywaniu pracy zawodowej w szpitalu w Izmicie, a następnie w 2017 pozbawiony prawa wykonywania zawodu lekarza. 
Występował w obronie osób aresztowanych i zwalnianych z pracy po domniemanej próbie zamachu stanu w Turcji w 2016, potępiał postępowanie wobec zatrzymanych kobiet.  
Z powodu swojej aktywności w mediach społecznościowych Gergerlioğlu został oskarżony o publiczne propagowanie terroryzmu – chwalenie Partii Pracujących Kurdystanu (PKK), która w Turcji uważana jest za organizację terrorystyczną. Podstawą oskarżenia było udostępnienie artykułu, w którym znajdowała się sugestia, iż PKK mogłaby podjąć kroki na rzecz pokoju, jeśli gotowe są do tego inne strony konfliktu. Nie przyznał się do winy, twierdząc, że jego posty miały charakter pacyfistyczny, a organizacja Mazlumder potępiała również ataki terrorystyczne popełniane przez Kurdów. W lutym 2018 został uznany za winnego i skazany na dwa lata i sześć miesięcy więzienia. HDP oraz on sam uznały wyrok za polityczny.
Wcześniej, również w 2018 zdobył mandat w wyborach parlamentarnych w Turcji z list HDP w okręgu Kocaeli. Sąd kasacyjny podtrzymał wyrok w jego sprawie. Polityk odwołał się do Trybunału Konstytucyjnego, jednak zanim jego skargę rozpatrzono, 17 marca 2021 został pozbawiony immunitetu i mandatu parlamentarzysty. Gergerlioğlu odmówił opuszczenia sali posiedzeń i został 21 marca wyprowadzony z budynku siłą. 2 kwietnia 2021 Gergerlioğlu został aresztowany w celu odbycia wyroku z 2018. Tego samego dnia trafił do szpitala, jednak został z niego wyprowadzony i doprowadzony do zakładu karnego. Turecka prokuratura domaga się również obłożenia go zakazem działalności politycznej, obok 686 innych działaczy HDP. 1 lipca 2021 r. Trybunał Konstytucyjny uznał, że miał prawo do zaangażowania politycznego i niesłusznie został pozbawiony mandatu, ogłosił też jego odnowienie. 6 lipca polityk odzyskał wolność.